# Киприянов, Василий
Василий Киприянов (или Киприанов, Василій Кипріановъ, ? — 1723) — сподвижник Петра I, библиотекарь и книгоиздатель, картограф, гравёр, основатель Московской гражданской типографии (находилась под надзором Якова Брюса). Автор первой известной карты Московской губернии (1711), воспроизведённой в Брюсовом календаре.

## Биография
Мещанин по происхождению. Был определён Петром I к навигационным делам. Каллиграф (работал над введением гражданского шрифта), гравёр, картограф. Первый издатель математических и географических пособий для навигаторов петровского времени «Тщаниями» Киприянова были изданы многие учебные пособия, книги, карты и таблицы для навигации.
Семья Василия Анофриевича Киприянова покинув родной Осташков, обосновалась в Кадашёвской слободе. С 1705 года В. А. Киприянов является владельцем типографии. Брат и сын с 1713 года содержали овощную лавку в Малых Лужниках. В 1714 году по царскому указу библиотекарю Киприянову и его сыну было выделено место под строение библиотеки с кофейней в Китай-городе у Спасского моста. К 1734 году его сын, Василий Васильевич Киприянов, стал купцом второй гильдии.

### Научная деятельность
В 1701 году В. А. Киприянов при участии Леонтия Магницкого был приписан к Оружейной палате, где принял участие в создании знаменитого учебника «Арифметика». Потом рукопись была отправлена на Печатный двор, где Киприянову было поручено осуществлять надзор за выпуском тиража. Оригинальные экземпляры были подарены царю Петру I и Ф. А. Головину, возглавлявшиму Оружейную палату, а Михаил Ломоносов впоследствии назовет эту книгу «вратами своей учёности».
30 мая 1705 года В. А. Киприянов указом царя Петра I был назначен управителем гражданской типографии в Москве.  В 1706 году Василий Киприянов открывает при типографии книжную лавку под названием «Всенародная публичная библиотека» для торговли книгами и гравюрами, ему присваивается звание библиотекаря. Потом  типография попадает в ведение Артиллерийского Приказа. Под надзором Якова Брюса в новой типографии издаются картографические издания, являющиеся переводом на русский язык голландских оригиналов. В 1707 году в типографии Киприанова на русском языке издаётся карта полушарий — «Глобус географический сиречь землеописательный иже изъявляет четыре части земли: Африку, Азию, Америку и Европу», в 1709 году выходит Брюсов календарь, в 1713 году печатаются «Всего земного круга таблицы» и др.
В январе 1709 года граф Иван Алексеевич Мусин-Пушкин предложил Василию Киприянову работать в Печатном дворе под своим покровительством, но этому не суждено было случиться, благодаря личному вмешательству Я.В. Брюса.
Скончался Василий Киприянов в 1723 году , типография и книжный магазин перешли к его сыну.
В 1725 году один из двух печатных станков из типографии В. В. Киприянова был отправлен в Санкт-Петербург для нужд Сената.

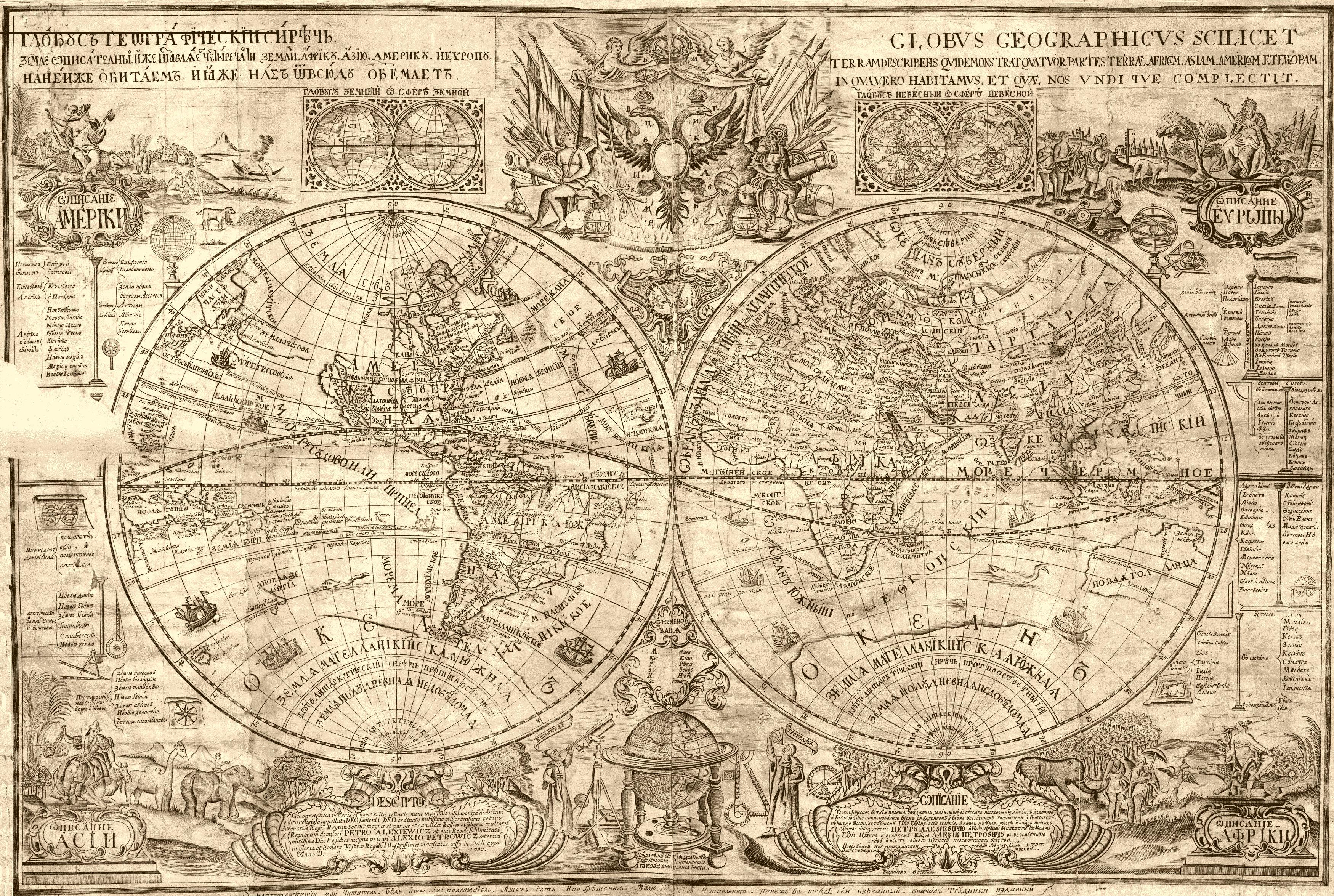
«Глобус географический»  В. Киприянов (Москва, 1707 год)
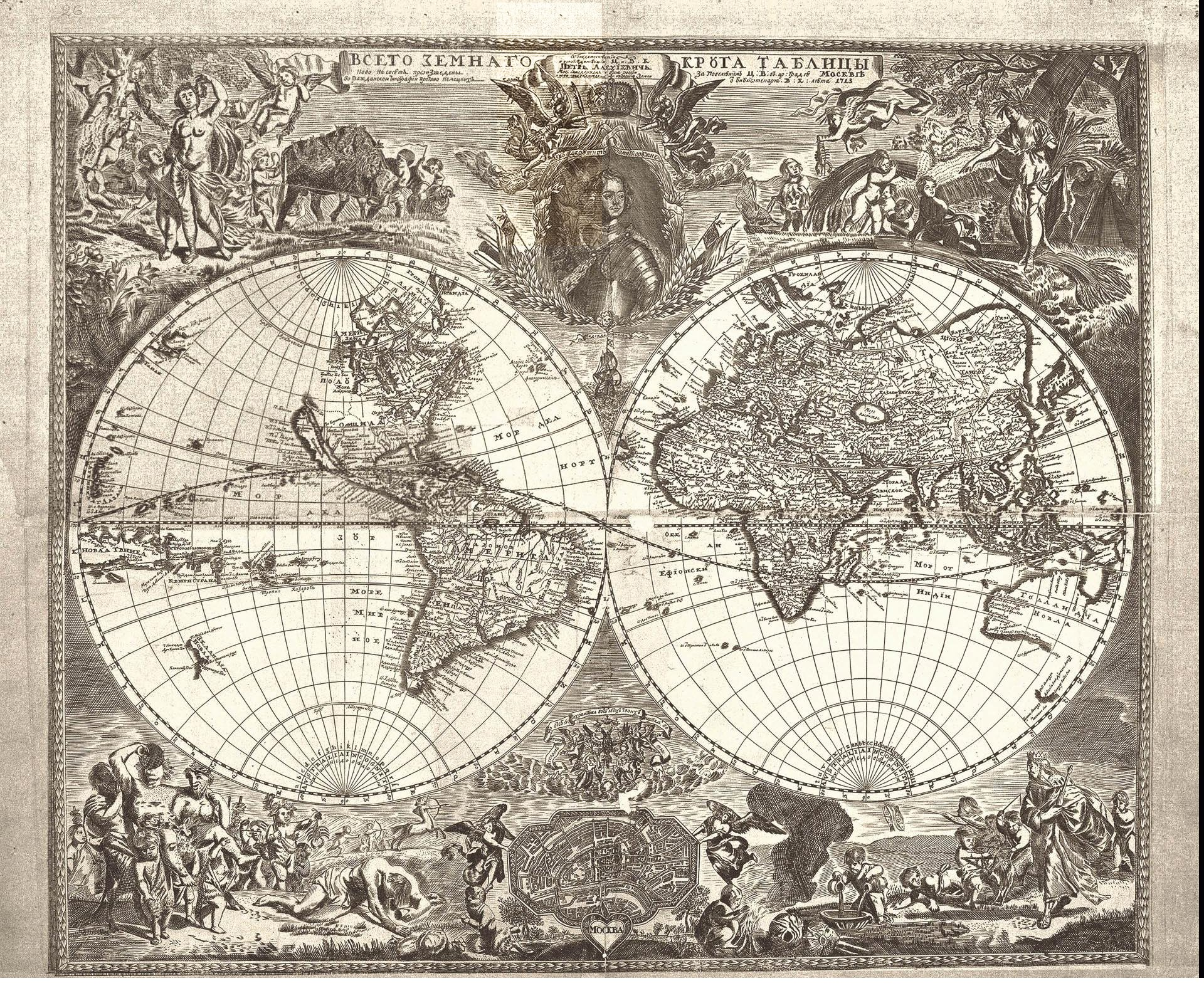
Всего земного круга таблицы, 1713 год
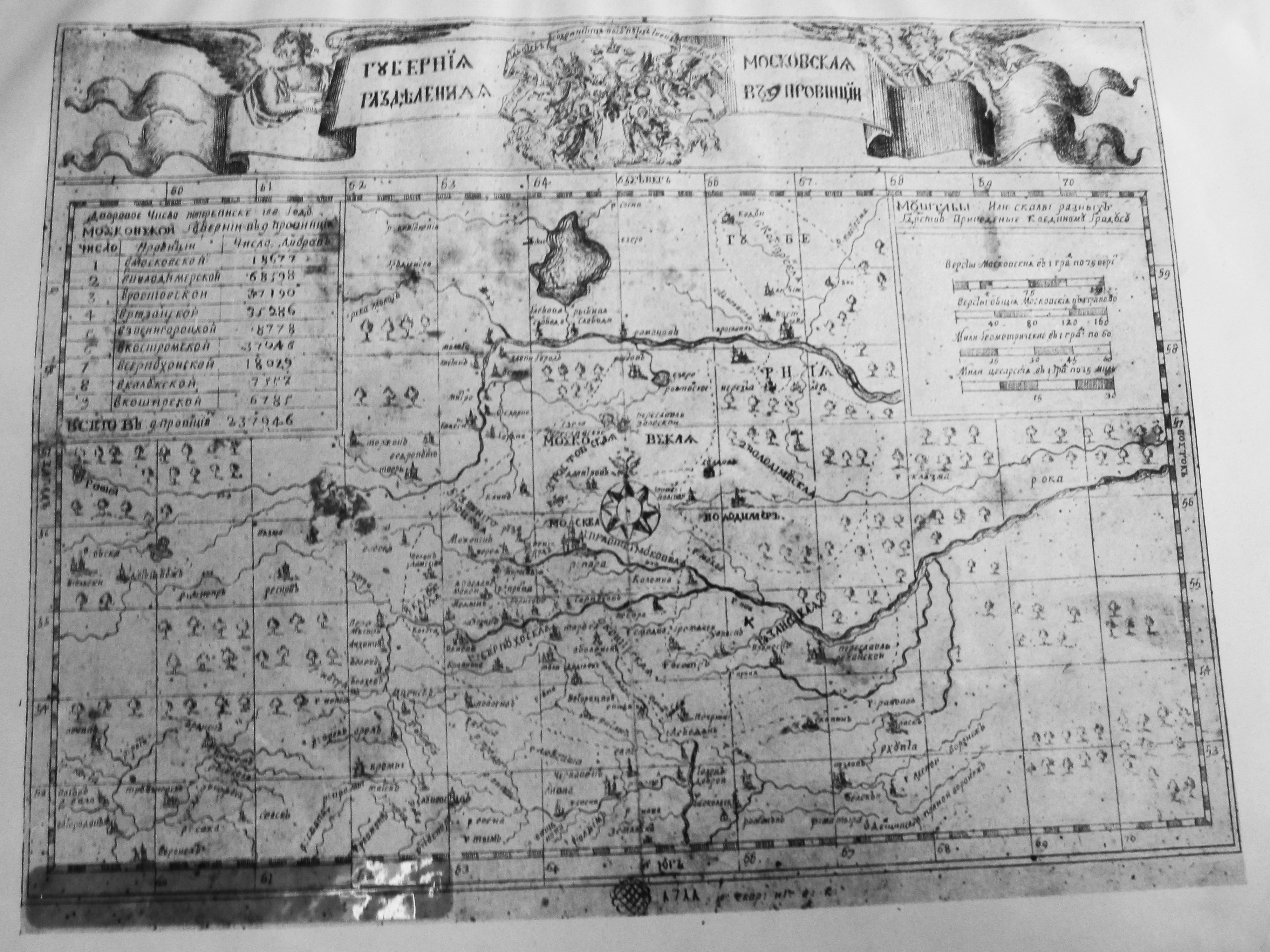
Губерния Московская разделенная в 9 провинций. Первая карта Московской губернии (1711 год)[3].

## Сочинения
- «Новый способ арифметики феорики или зрительные, сочинен вопросами ради удобнейшего понятия», Москва, 1703;
- «Таблицы синусов, тангенсов»[11], Москва, 1703 и 1716;
- «Сотня астрономическая», 1707, рукопись в публичной библиотеке;
- «Книга Именуемая Календарь», Москва, 1709 — знаменитый «Брюсов календарь», главный труд Киприянова, авторство которого долгое время приписывалось Я. В. Брюсу.
- «Изображение святые земли обетованные», 1716;
- «Таблица разности ширины и отшествия от меридиана», октябрь 1720 г.;
- «Таблицы горизонтальные и южные широты»[11], Москва, 1722;
- «Таблицы склонения солнца», 1723;